# Oberverwaltungsgericht des Landes Sachsen-Anhalt

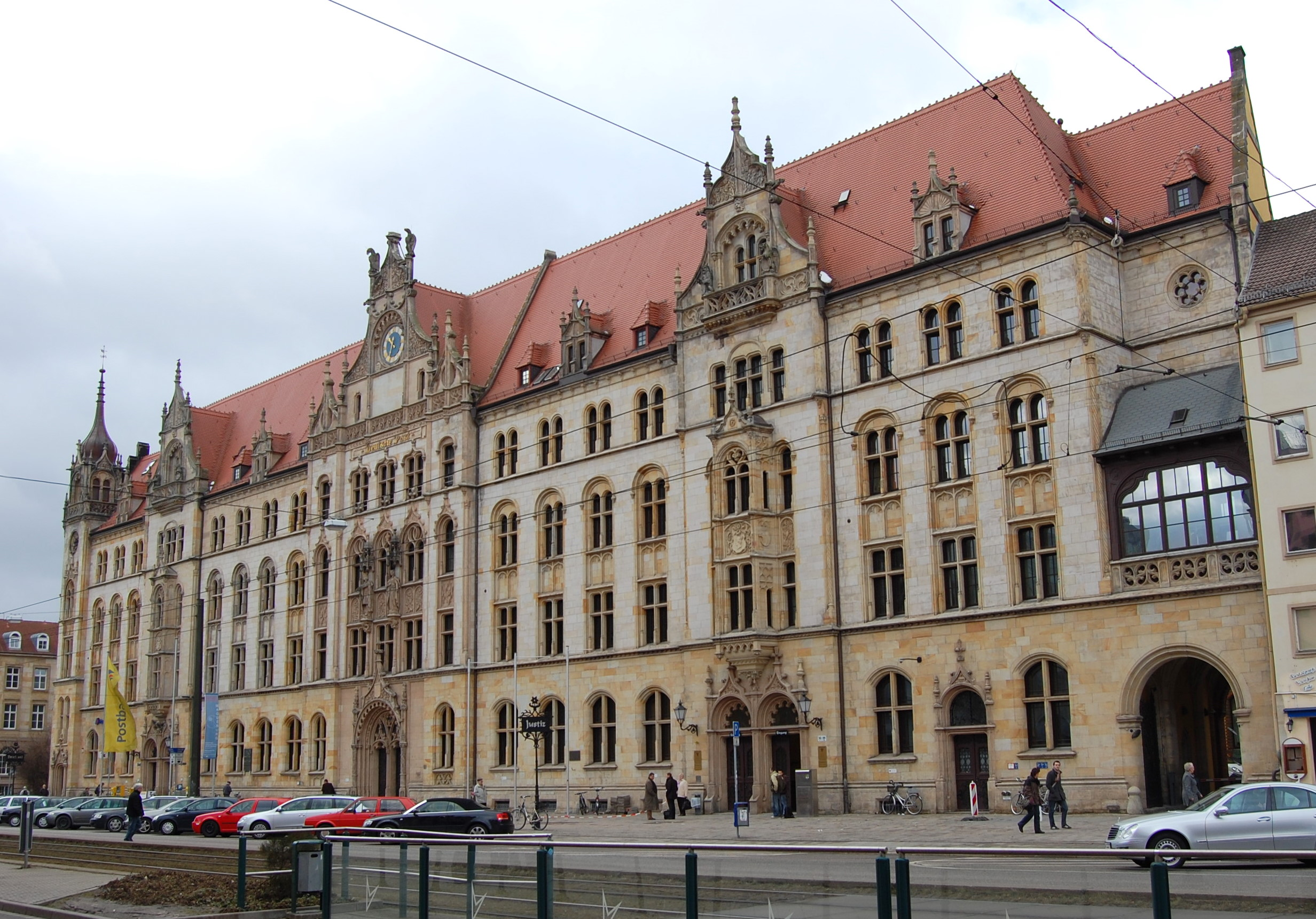
Gerichtsgebäude

Das Oberverwaltungsgericht des Landes Sachsen-Anhalt ist das Oberverwaltungsgericht (OVG) des Bundeslandes Sachsen-Anhalt und bildet die Spitze der Verwaltungsgerichtsbarkeit dieses Bundeslandes.

## Gerichtssitz und -bezirk
Das OVG Sachsen-Anhalt hat seinen Sitz in Magdeburg und ist im dortigen Justizzentrum Eike von Repgow angesiedelt. Gerichtsbezirk ist das gesamte Gebiet des Bundeslandes.

## Instanzenzug
Das OVG ist dem Bundesverwaltungsgericht untergeordnet. Nachgeordnete Gerichte sind die Verwaltungsgerichte Halle und Magdeburg.

## Leitung
- 1992–1995: Hans-Joachim Schilling
- 1996–2004: Gerd-Heinrich Kemper
- 2004–2017: Michael Benndorf
- Seit 2017: Oliver Becker